# Sven Holmén
Sven Helge Holmén, född 11 augusti 1942 i Mariestads församling i Skaraborgs län, är en svensk militär.

## Biografi
Holmén avlade officersexamen vid Krigsskolan 1964 och utnämndes samma år till fänrik i armén, varefter han  befordrades till kapten vid Älvsborgs regemente 1972. Han var lärare vid Infanteriets stridsskola 1972–1974 och kompanichef vid Älvsborgs regemente 1974–1977, befordrad till major 1975. År 1980 tjänstgjorde han som kompanichef i FN:s fredsbevarande styrkor på Cypern. Han befordrades till överstelöjtnant 1980 och var avdelningschef i Arméstaben 1980–1983. År 1983 befordrades han till överstelöjtnant med särskild tjänsteställning och var bataljonschef vid Dalregementet 1983–1985, varefter han 1985 befordrades till överste och var ställföreträdande regementschef och utbildningschef vid regementet tillika chef för Dalabrigaden 1985–1987. Han befordrades 1987 till överste av första graden och var sektionschef i Personalavdelningen i Arméstaben 1987–1989, varpå han tjänstgjorde vid Försvarsstaben 1989–1991, varav 1990–1991 som chefsutvecklare. Åren 1991–1994 var han försvarsattaché vid ambassaden i Washington och 1994–1997 chef för Norra underhållsregementet. År 1998 inträdde han i reserven och blev egenföretagare inom organisationsutveckling.
Sven Holmén är son till förrådsförvaltaren Karl-Gustaf Helge Holmén och sjukvårdsbiträdet Stina Emilia Svärd. Han gifte sig 1964 med Karin Olofsson och de fick två döttrar och en son.